# 津市立一身田中学校
津市立一身田中学校（つしりつ いっしんでんちゅうがっこう）は、三重県津市一身田中野880-1にある市立中学校。略称は一中（いっちゅう）。全国的にも珍しい、制服のない公立中学校である。

## 概要・沿革
津市中心街の北部に位置する。1948年（昭和23年）に、学校再配置に伴う統廃合によって、当時の一身田中学校、白塚中学校、栗真中学校、大里中学校々高野尾中学校を統合して、一身田大古曽35番地に一身田外4ケ町村学校組合立一身田中学校を設立したことを起源とし、1973年（昭和48年）に安芸郡豊里村が津市に合併したことを受け、校名を津市立一身田中学校と改称、現在に至る。なお、現校舎は、この年の8月に建てられたものである。。2009年（平成21年）11月には学校地域本部が共催する一身田中学校教育実践発表会においてアグネスチャンが講演を行なった。

## 進学元小学校
- 津市立白塚小学校
- 津市立栗真小学校
- 津市立一身田小学校

## 主な卒業生
- 前川右京（プロ野球選手）[3]
  - 2018年度卒業、現阪神タイガース所属。

## 最寄駅
- JR東海紀勢本線一身田駅
- 伊勢鉄道東一身田駅